# Вилакиара
Вилакиа̀ра (на италиански: Villachiara, на източноломбардски: Elaciàra, Елачара) е село и община в Северна Италия, провинция Бреша, регион Ломбардия. Разположено е на 75 m надморска височина. Населението на общината е 1446 души (към 2013 г.).